# 촉한
촉한(蜀漢, 221년 ~ 263년)은 중국 후한 말의 군웅 유비(劉備)가 지금의 쓰촨성 일대에 세운 국가이다. 정식 국호는 한(漢)이나 중국 역사의 다른 한나라와 구분을 위해 촉한(蜀漢)이라고 부른다.
한 황실의 후예가 세운 마지막 한나라이기에 계한(季漢)이라고도 부르고, 나라가 위치한 지명을 따서 서촉, 촉 등으로도 불린다. 연강 원년(220년), 사실상 후한의 실권을 잡고 있던 조비가 헌제를 폐하고 조위를 건국하자, 당시 익주를 점거하고 있었던 유비가 한 황실의 후예라는 정통성을 내세워 221년에 스스로 황제임을 선언하고, 국호를 ‘한(漢)’이라 하고 연호를 장무(章武)라 하였다. 수도는 성도(成都)이다.
선주(先主) 유비는 자신의 의동생인 관우를 죽인 오를 토벌하기 위해 대대적인 군사를 일으키는데, 이릉에서 육손에 계책에 크게 패하면서 백제성에 눌러앉게 되고, 결국 사망하였다. 유비 사후 후주(後主) 유선이 즉위하였고, 연호를 건흥으로 고쳤다. 승상 제갈량은 남만을 토벌해 맹획을 일곱번 사로잡고 놓아주었는데, 이에 맹획이 항복하고 남만은 평정되었다. 또 제갈량은 북벌에 나섰는데, 이 때 올려진 것이 그 유명한 출사표이다. 하지만 진지 · 황호와 같은 간신의 전횡과 연이은 북벌 실패로 인해 촉한 궁중의 정치를 제대로 처리할 사람이 없고 많은 힘이 소모되어 점점 쇠망의 길을 걸었으며, 특히 황호가 정권을 장악한 경요, 염흥 연간에 이런 현상이 두드러졌다.

## 역대 황제
| 대수  | 묘호             | 시호                                                  | 성명       | 연호                                                                                        | 재위기간      | 능호       |
| ----- | ---------------- | ----------------------------------------------------- | ---------- | ------------------------------------------------------------------------------------------- | ------------- | ---------- |
| 제1대 | 한 열조 (漢烈祖) | 소열황제 (昭烈皇帝) (선주(先主))                      | 유비(劉備) | 장무(章武) 221년 ~ 223년                                                                    | 221년 ~ 223년 | 혜릉(惠陵) |
| 제2대 | -                | 효회황제 (孝懷皇帝) (후주(後主)) (안락사공(安樂思公)) | 유선(劉禪) | 건흥(建興) 223년 ~ 237년 연희(延熙) 238년 ~ 257년 경요(景耀) 258년 ~ 263년 염흥(炎興) 263년 | 223년 ~ 263년 | -          |

## 같이 보기
- 한나라 황제 가계도
- 촉 (춘추 전국)
- 전촉
- 후촉
- 오 (삼국)
- 삼국 시대 (중국)
- 청두시